# Bénestroff
Bénestroff è un comune francese di 536 abitanti situato nel dipartimento della Mosella nella regione del Grand Est.

## Società

### Evoluzione demografica
Abitanti censiti